# Куплетна форма
Куплетна музична форма (англ. Verse-chorus form, також називають «куплет-приспів») є найпоширенішою в популярній музиці, а також домінуючою у рок-музиці, починаючи з 1960-х. Розрізняють куплетну форму з приспівами та без приспівів. В залежності від музичного матеріалу куплету та приспіву, розрізняють контрастну та просту куплетні форми з приспівами.

## Контрастна куплетна форма з приспівами
У контрастній куплетній формі за приспівами (англ. Contrasting verse-chorus form) Куплети та приспів мають різний музичний матеріал. Приспів контрастує куплетові мелодійно, ритмічно та гармонічно, а також вищим ступенем динаміки й активності, часто супроводжується більшою кількістю інструментів.
Прикладами такої форми можуть бути:
- «Be My Baby», The Ronettes' (1963)
- «Penny Lane», The Beatles' (1967)
- «Smoke on the Water», Deep Purple (1973)
- «That'll Be the Day», Buddy Holly (1957)
- «California Girls», The Beach Boys (1965)
- «All You Need Is Love», The Beatles (1967)
- «Foxy Lady» Джимі Хендрікс (1967)
- «Can't Get Enough», Bad Company (1974)
- «About a Girl», Nirvana (1989)

## Проста куплетна форма з приспівами
Проста куплетна форма з приспівами (англ. simple verse-chorus form) відрізняється тим, що
куплети та приспів мають однаковий музичний матеріал, як наприклад 12-тактовий блюзовий період, в той час, як слова утворюють різні куплети та повторюваний приспів. .
Прикладами такої форми можуть бути:
- «Shake, Rattle, and Roll[en]», Біг Джо Тернер (1954)
- «Louie, Louie[en]», The Kingsmen (1963 cover), приклад, що не використовує блюзову форму
- «La Bamba», Річі Валенс (1959)

## Куплетна форма без приспівів
Пісні написані в куплетній формі без приспівів (англ. simple verse form) містять лише повторювані куплети, та не містять приспівів.
- «Evil Ways[en]», Santana (1969)
- 12-тактові та інші блюзові форми, що не містять приспівів, як наприклад «Heartbreak Hotel», «Hound Dog», та «Lucille»

з контрастною середньою частиною:
- «Eight Miles High», The Byrds (1966)
- «Tomorrow Never Knowsⓘ», The Beatles (1966)
- «Purple Haze», Джимі Гендрікс (1967). (ibid, p. 71-72)